# A Touch of Magic
A Touch of Magic er en kortfilm instrueret af Tobias Gundorff Boesen efter manuskript af Tobias Gundorff Boesen og Tommy Oksen.

## Handling
Et sorthumoristisk eventyr om et lille menneske i et stort univers. I 1870'ernes London har industrialiseringen ændret folk. Vi møder Emma, der er blevet forladt af sin kæreste til fordel for en forfremmelse. Overladt til en usikker fremtid, ledes hun af en sort kat ind på et nedlagt teater, hvor hun møder den forfaldne tryllekunstner Roberto. Opsat på at bevise sit værd, sætter han alt ind på at imponere hende med et sidste, spektakulært show. Men magien er ude af kontrol, og Emma skjuler en lille hemmelighed.